# Joseph de Bergaigne
 Joseph de Bergaigne (né à Anvers le 1er mai 1588 mort à Münster le 24 octobre 1647) franciscain belge qui fut évêque titulaire de Bois-le-Duc et archevêque de Cambrai.

## Biographie
Joseph de Bergaigne entre chez les Franciscains de l'étroite observance. Il est ordonné prêtre le 16 juin 1612 et part en Espagne faire ses études. Reçu docteur en théologie il enseigne à son  retour à l'université de Mayence et à l'université de Cologne. Il prend également la direction de plusieurs couvents de son ordre et devient en 1616 Provincial de la « Province du Rhin » et en 1618 « commissaire pour l'Allemagne et la Flandre ». Il effectue alors plusieurs missions politiques pour le compte de l'Empereur Ferdinand III du Saint-Empire et du roi Philippe IV d'Espagne. Comme récompense il est nommé en janvier 1638 évêque de Bois-le-Duc  confirmé par le pape Urbain VIII le 13 mai 1641 et consacré à Bruxelles le 27 octobre 1641 par Jacobus Boonen archevêque de Malines. Les protestants hollandais ayant occupé Bois-le-Duc et interdit le culte catholique il ne peut prendre possession de son siège dont les biens sont confisqués  et se trouve réduit aux modestes revenus de l'abbaye de Tangerloo unie à l'évêché.
À la demande du chapitre de chanoines de l'archevêché de Cambrai il est désigné comme archevêque le 24 février 1645. Confirmé le 28 mai 1646 Il ne peut prendre possession de son archidiocèse que le 27 juillet suivant mais conserve l'administration de son ancien diocèse. Il participe pendant deux ans à Münster aux négociations destinées à mettre un terme à la guerre de Trente Ans et conclut un traité de commerce entre l'Espagne et les villes Hanséatiques. Il tombe malade et meurt le 24 octobre 1647 avant la conclusion de la paix et la signature des Traités de Westphalie. Il est inhumé dans une église franciscaine de Münster. Son corps est ensuite transféré de Munster à Anvers et il est inhumé le 18 septembre 1663 dans l'église des Frères-Mineurs de la ville par l'évêque d'Anvers.

## Source
- (en) Catholic Hierarchy.org:Archbishop Joseph de Bergaigne, O.F.M.